# Hypercompe eridanus
Hypercompe eridanus är en fjärilsart som beskrevs av Pieter Cramer 1775. Hypercompe eridanus ingår i släktet Hypercompe och familjen björnspinnare. Inga underarter finns listade i Catalogue of Life.

## Bildgalleri

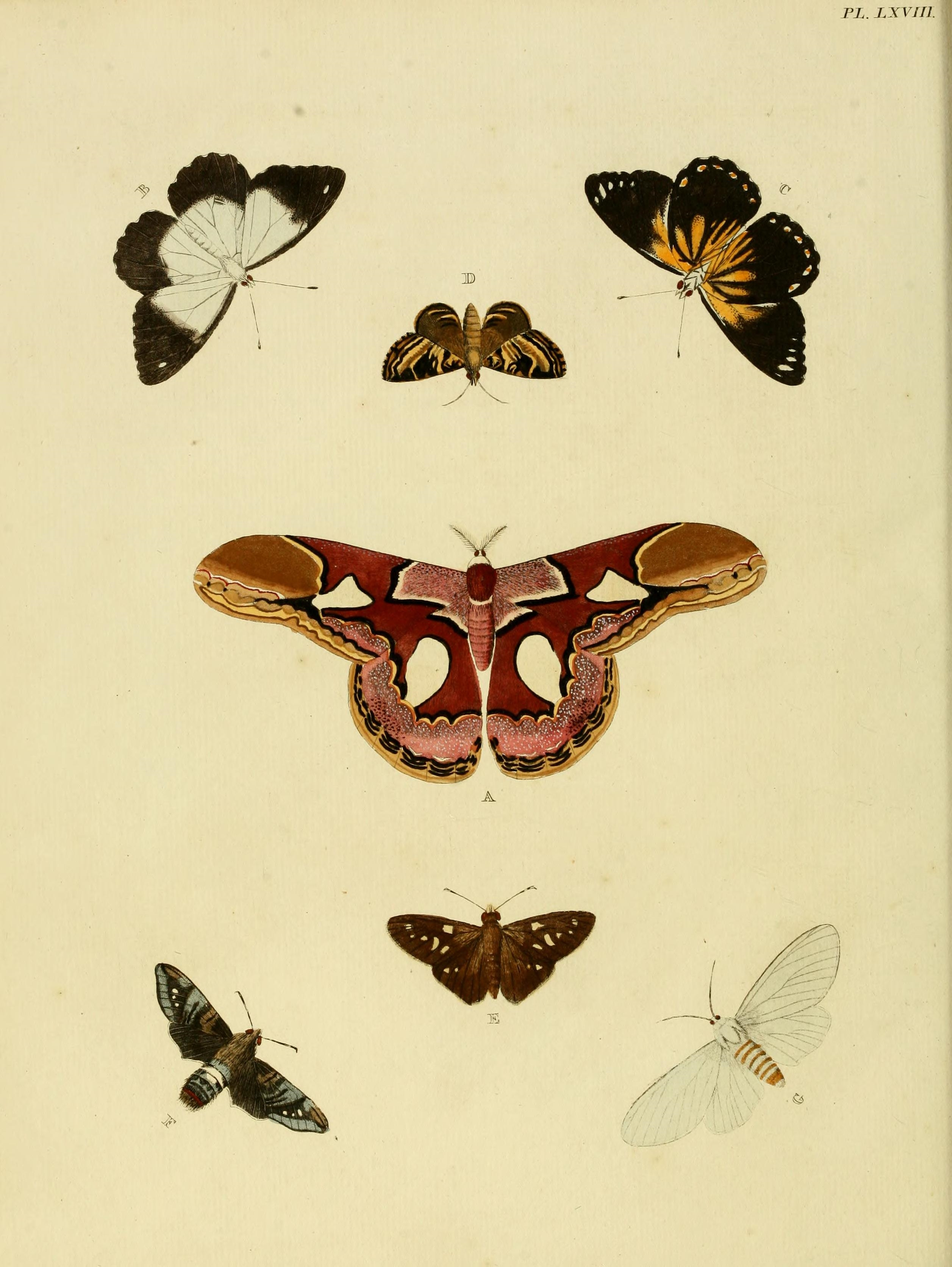